# UC 92
UC 92 war ein U-Boot der Kaiserlichen Marine vom Typ UC III, das im Ersten Weltkrieg gebaut wurde, aber keine Feindfahrten mehr unternahm.

## Verbleib
UC 92 wurde an die Alliierten übergeben und zur englischen Kriegsbeute erklärt. Mit dem Boot wurden Ansprengversuche unternommen, nach den Versuchen wurde es zusammen mit
- UB 86 50° 8′ 44″ N, 5° 2′ 59″ W
- UB 97 50° 8′ 43″ N, 5° 2′ 58″ W
- UB 106 50° 8′ 39″ N, 5° 2′ 54″ W
- UB 112 50° 8′ 45″ N, 5° 3′ 3″ W
- UB 128 50° 8′ 41″ N, 5° 2′ 56″ W

am Castle Beach westlich unterhalb des Pendennis Castle auf Grund gesetzt und zerlegt.
Reste des Wracks sind noch heute bei Niedrigwasser sichtbar. Die Position des Wracks ist: 50° 8′ 50″ N, 5° 3′ 21″ W.